# 冈本富士太
冈本富士太（日语：／ Okamoto Fujita，1946年11月21日—）。日本演員。出生于日本神奈川县横滨市。毕业于藤泽岭学园高等学校。1966年开始登台演出，曾于1980年代末至1990年代中期参加日本放送协會（NHK）的电视剧演出。他擅常把握戏剧人物形象，具有极强的艺术性，给观众留下了深刻的印象。